# Johan Cohen
Johan Cohen est un ancien joueur de volley-ball français né le 23 septembre 1975. Il mesure 1,90 m et jouait réceptionneur-attaquant puis libero. Il totalise 50 sélections en équipe de France.

## Clubs
| Club                       | Pays   | De        | À         |
| -------------------------- | ------ | --------- | --------- |
| Arago de Sète              | France | 1994-1995 | 1995-1996 |
| Paris SG-Asnières          | France | 1996-1997 | 1997-1998 |
| Arago de Sète              | France | 1998-1999 | 1998-1999 |
| Montpellier UC             | France | 1999-2000 | 2001-2002 |
| Stade Poitevin Volley-Ball | France | 2002-2003 | 2003-2004 |
| Arago de Sète              | France | 2004-2005 | 2005-2006 |

## Palmarès
- Championnat de France
  - Finaliste : 2005
- Coupe de France
  - Finaliste : 2004